# Candi King
Candi Mundon King é uma política americana que serviu como membro democrata da Câmara dos Delegados da Virgínia desde 2021.

## Biografia
King obteve o diploma de bacharel em ciências políticas pela Norfolk State University. Ela também trabalhou como gerente de programas sem fins lucrativos e foi uma defensora da educação.

## Carreira política

### 2021
King anunciou a sua campanha para delegada em dezembro de 2020, logo depois de a sua antecessora Jennifer Carroll Foy ter renunciado para concorrer a governadora, causando uma eleição especial. Depois de vencer as primárias democratas, King enfrentou a republicana Heather Mitchell nas eleições gerais de 5 de janeiro de 2021. King venceu com 51,5% dos votos, com margem de 263 votos.

## Resultados eleitorais
| 2021 Eleições especiais do distrito para 2ª Câmara dos Delegados | 2021 Eleições especiais do distrito para 2ª Câmara dos Delegados | 2021 Eleições especiais do distrito para 2ª Câmara dos Delegados | 2021 Eleições especiais do distrito para 2ª Câmara dos Delegados |
| ---------------------------------------------------------------- | ---------------------------------------------------------------- | ---------------------------------------------------------------- | ---------------------------------------------------------------- |
| Partido                                                          | Candidato                                                        | Votos                                                            | %                                                                |
| Democrata                                                        | Candi PM King                                                    | 4.451                                                            | 51,74                                                            |
| Republicano                                                      | Heather F. Mitchell                                              | 4.143                                                            | 48,16                                                            |